# Sant'Antonie a lu deserte
Sand'Andonje a lu deserte o Lu sand'Andonje (a volte scritto Sant'Antonio allu desertu e in italiano sant'Antonio nel deserto) è un canto popolare italiano, di origine abruzzese, composto da uno o più autori anonimi. 

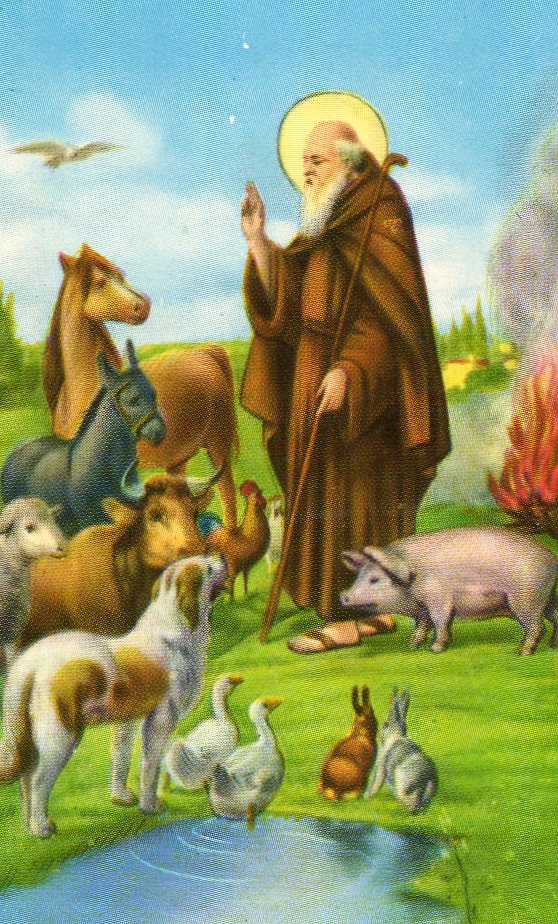
Sant'Antonio Abate con gli animali, in una immagine devozionale molto comune in Abruzzo

## Descrizione
È un canto di questua ed i versi vengono cantati principalmente in Abruzzo alla vigilia della festa di sant'Antonio abate. Essa si svolge dal pomeriggio della vigilia per concludersi il 17 (giorno della festa del santo) fra canti, suoni e sacre rappresentazioni fino a tarda notte. Il culto è sempre stato molto vivo nel mondo agro-pastorale abruzzese, dove il santo è venerato quale protettore degli animali domestici. 
Le numerose strofe ricordano, con spirito ludico, le tentazioni di sant'Antonio, le proverbiali lotte tra l'anacoreta e Satanasso.

## Lu Sant'Andonie nelle varie ballate
Detto anche  "lu Sant'Andùne" (zona frentana lancianese) o "Lu Sant'Antunie" (zona vastese) o "Lu Sant'Antuòne" (zona dell'alto Sangro), è un'altra versione popolaresca del canto. 

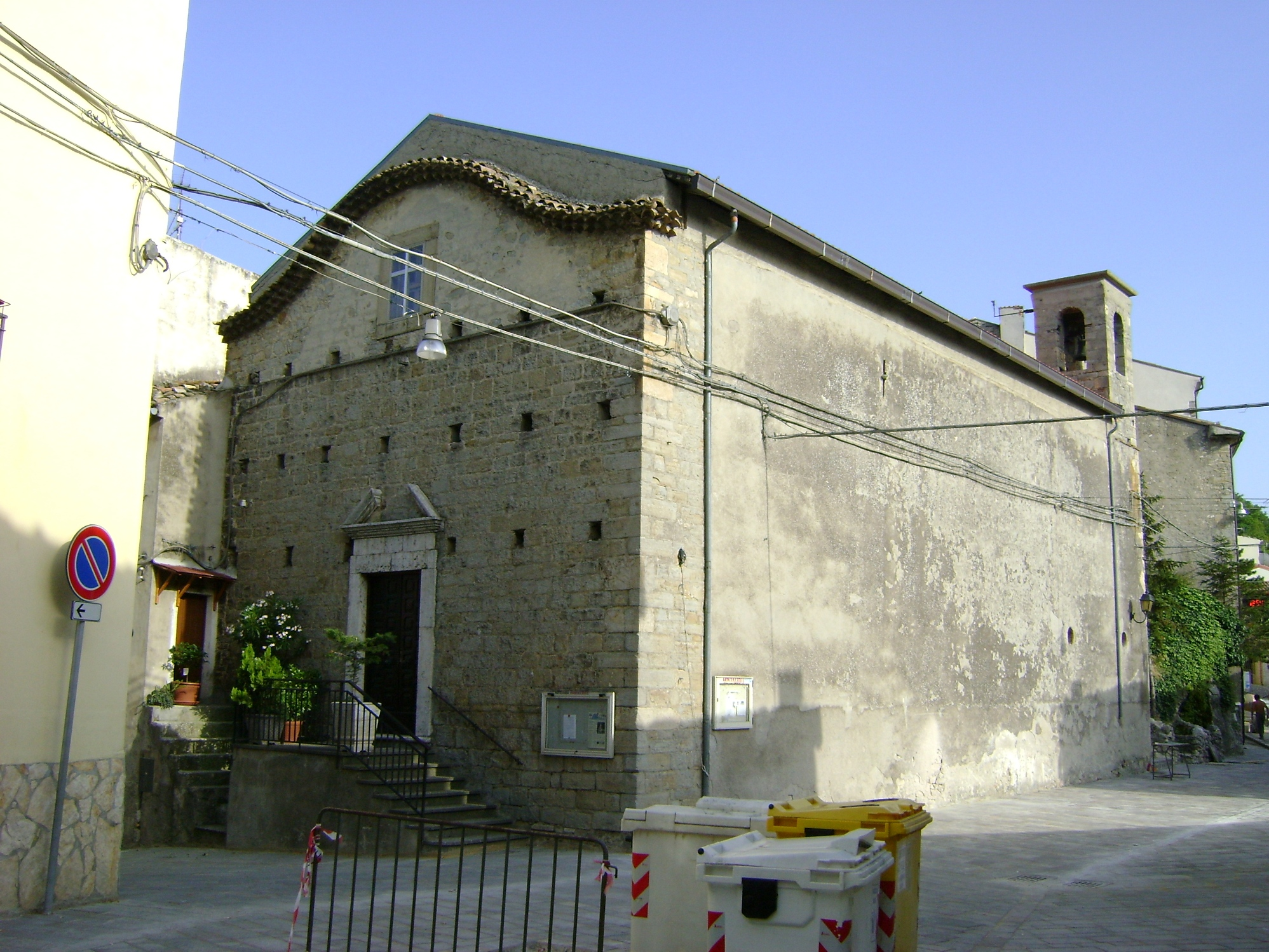
La chiesa di Sant'Antonio a Montazzoli (CH)

Esistono diverse versioni della ballata, provenienti da diverse parti d'Abruzzo. L'originale di tradizione umbro-aquilana è "Sant'Antonio allu desertu", resa nota dal gruppo I Gufi per l'incisione, il motivo è diverso dalla ballata più allegretta oggi conosciuta in regione, e il motivo è più andante. Una ballata antica, riproposta di recente a Scanno è "La Leggenda de lo Beatissimo egregio Missere il Barone Santo Antonio", che il Crocetti Guerrieri fa risalire a una ballata originaria lombarda, poi giunta in Abruzzo nel XVI secolo circa; dunque questa ballata si sarebbe diffusa nell'area del Sagittario e della Marsica tra Pescasseroli e Villavallelonga, dove è venerato il cosiddetto "Sant'Antonio Barone". Questa ballata in dialetto antico aquilano a differenza delle ballate più popolari di Sant'Antonio in Abruzzo racconta in maniera più estesa la leggenda del santo anacoreta, partendo dall'infanzia infausta, quando sua madre lo vendette al Demonio, e delle peregrinazioni nel deserto e l'incontro con l'eremita Luca nella grotta, inoltre ci sono descrizioni più particolareggiate delle tentazioni nel deserto, tutte tratte dalle leggende agiografiche del santo.
Una terza branca di canti popolari abruzzesi propone pezzi quasi tutti simili tra loro, ridotti rispetto alle ballate più antiche a sole tre o quattro strofe più ritornello. 
Il folklorista Gennaro Finamore nel 1910 ca. ha trascritto alcune versioni di provincia in provincia della canzone, anche se la vulgata risulta essere quella della provincia di Chieti, intonata soprattutto il 16 gennaio per la festa delle Farchie a Fara Filiorum Petri. Tuttavia anche nel Novecento si sono conservate le ballate, più che altro cantate dai contadini e non intonate sempre dalle compagnie goliardiche di stornellatori il giorno del santo; infatti il francescano Donatangelo Lupinetti nel 1952 ha raccolto una ballata di Sant'Antonio che mostra collegamenti con lu "Sant'Antonio allu desertu" e "La leggenda del Barone Sant'Antonio", per quanto riguarda la nascita sotto cattivi auspici perché la madre gli vendette l'anima al Diavolo, e le tentazioni che ebbe nel deserto, e ugualmente il Finamore trascrisse una storiella popolare, ripresa anche da Lupinetti in dialetto vestino, che racconta la leggenda del Sant'Antonio abruzzese mescolata ad elementi agiografici della tradizione.

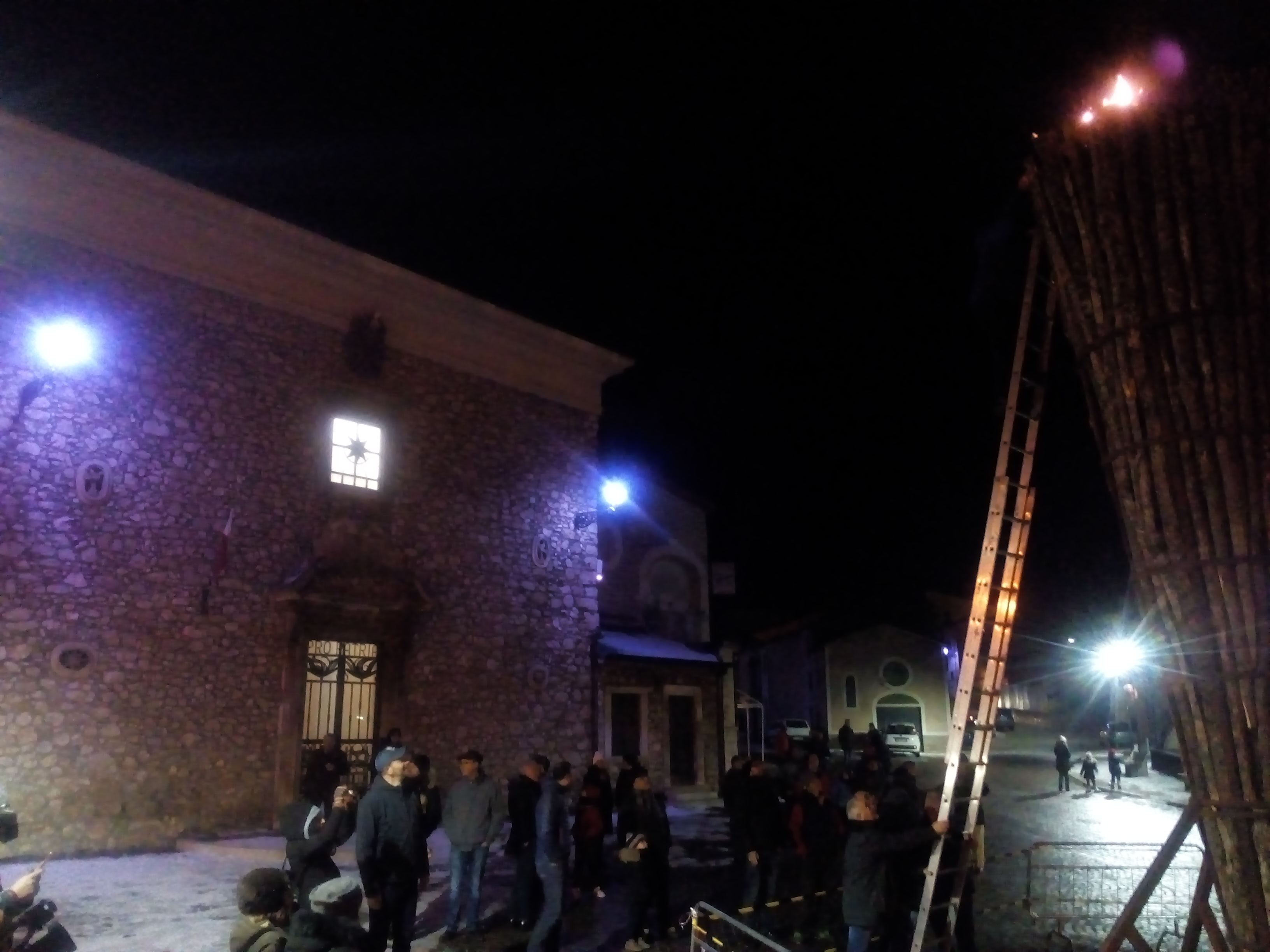
Il falò di Sant'Antonio a Collelongo (AQ

Finamore riporta queste canzoni anche nella trattazione delle Tradizioni popolari abruzzesi, pubblicate nell'Archivio per il Folklore Italiano (Palermo), descrivendo le diverse usanze nei paesi d'Abruzzo, dove Sant'Antonio è assai venerato, nella Marsica, a Scanno, a Fara Filiorum Petri, a Lanciano, a Vasto, nei primi del '900 anche a Chieti.
La canzone tipica de "Lu Sant'Antonie" inizia con un augurio del santo (o anche del gruppo di stornellatori) verso la gente devota che lo ospitano nelle loro case durante il pellegrinaggio,  successivamente i distici cantano la vita del santo, dalla fuga al deserto per non sposarsi, alle tentazioni e ai dispetti del Demonio, fino alla generosità del santo verso i contadini e al saluto finale. L'elemento di contaminazione abruzzese sta nel descrivere il santo come un allegro burlone e mangione che nonostante il dispetti del diavolo, riesce sempre a cavarsela, mangiando ora i tagliolini con le mani dopo che il demonio gli ruba la forchetta (a volte gli ruba la ventricina e Sant'Antonio picchia il demonio dando inizio alla leggendaria contesa, come scrisse il poeta Evaristo Sparvieri di San Salvo), oppure riuscendo illeso dalle ortiche quando il demonio lo spinge mentre il santo va a caccia di lumache (le "ciammajìche"), ecc. La canzone si conclude con il santo che benedice gli animali dei contadini, affinché diano prosperità al focolare, e saluta la folla plaudente.
Diverse incisioni sono state fatte dei canti popolari a Sant'Antonio, un intero CD con libro pubblicato dallo studioso Carlo Di Silvestre per le  "Tradizioni popolari abruzzesi", curato dalla Regione Abruzzo, la versione de "I Gufi" di Sant'Antoniu allu desertu, una versione de "Lu Sant'Antòne" lancianese curata dal gruppo folkloristico "Lu Cantastorie", la versione de "Lu Sant'Antonie" trascritta da Ettore Montanaro e incisa dalla Corale "Giuseppe Verdi" di Teramo, con voce cantante Raffaele Fraticelli. Inoltre sono diversi gli autori che, come ricorda Giancristofaro, hanno partecipato nella metà del Novecento a un vero e proprio revival della tradizione popolare, scrivendo nuove poesie e ballate in dialetto, per ciascun comune della Regione in cui si venerava il santo, come la ballata del Sant'Antonio di Antonio D'Ercole di Scerni, la ballata di "Sant'Antonie e li sigarette" di Eugenio Di Julio di Tocco da Casauria (1936), e la versione del Finamore rimusicata dalla Corale "Antonio Di Jorio" di Atri.
La ballata di "sant'antonie" è stata ripresa anche nel film "Don Franco e Don Ciccio nell'anno della contestazione" (1970),  cantata dallo stesso Franco Franchi.

## Incisioni
- 1965, Giovanna Marini, nell'LP Le canzoni di Bella ciao
- 1966, I Gufi, nell'LP Il teatrino dei Gufi
- 1971, Rosanna Fratello, nell'LP La ragazza del sud
- 1973, Amália Rodrigues nell'LP A una terra che amo